# Rashid Magomedov
Rashid Magomedgadjiev Magomedov (Makhachkala, 14 de maio de 1984) é um lutador russo de artes marciais mistas que atualmente compete no Peso Leve do Ultimate Fighting Championship. Ele também é ex-Campeão Meio Médio do M-1 Global.

## Biografia
Rashid Magomedgadjiev Magomedov nasceu em 14 de maio de 1984 nas proximidades de Madzhalis, Kaytagsky District, Daguestão. Quando Rashid tinha um ano e meio, a família se mudou para a vila de Krasnoarmeysk, Daguestão em Makhachkala.
Desde muito novo, sobre influencia dos irmãos que eram envolvidos com diferentes tipos de esportes. Após um breve treino no caratê, Magomedov começou a treinar boxe aos 12 anos de idade. Ele ganhou o prêmio de Master of Sports no boxe em 2002 e eventualmente se tornou Campeão de Boxe do Daguestão, ganhando alguns torneios internacionais. Até hoje, Magomedov continua a praticar boxe e treina com a equipe Olímpica Russa de Boxe.
Também começando em 2002, Magomedov começou a competir no kickboxing. Ele se tornou o campeão da República duas vezes.
Durante seu tempo prestando o exército, Magomedov também participou de competições de combate corpo-a-corpo. Ele se tornou o campeão da Rússia de 2004 e ganhou o status de master of sports.

## Carreira no MMA

### M-1
Magomedov era esperado para lutar pelo Título Meio Médio do M-1 contra Shamil Zavurov no M-1 Challenge XXX: Shamil Zavurov vs. Yasubey Enomoto II em 9 de Dezembro de 2011. A luta, no entanto, foi cancelada.
Magomedov enfrentou Yasubey Enomoto em 16 de Março de 2012 no M-1 Challenge 31. Ele venceu a luta por decisão unânime e se tornou o novo Campeão Meio Médio do M-1 Global.
Magomedov enfrentou Alexander Yakovlev em 15 de Novembro de 2012 no M-1 Challenge 35. Ele venceu por decisão unânime.

### Ultimate Fighting Championship
Magomedov fez sua estréia no UFC contra o também estreante na promoção Tony Martin em uma luta no peso leve em 1 de Fevereiro de 2014 no UFC 169. Após sobreviver incrivelmente uma chave de braço bem encaixada de Martin no primeiro round, ele deu a volta por cima e venceu por decisão unânime.
Em sua segunda luta, Magomedov enfrentou Rodrigo Damm em 31 de Maio de 2014 no UFC Fight Night: Miocic vs. Maldonado. Ele venceu a luta por decisão unânime.
Ele enfrentou o prospecto brasileiro Elias Silvério em 20 de Dezembro de 2014 no UFC Fight Night: Machida vs. Dollaway. Magomedov venceu por nocaute técnico no terceiro round.
Magomedov enfrentou outro brasileiro no Brasil, dessa vez Gilbert Burns em 7 de Novembro de 2015 no UFC Fight Night: Belfort vs. Henderson III. Ele venceu a luta por decisão unânime.

## Títulos

### Artes marciais mistas
- M-1 Global
  - Campeão Meio Médio

### Combate corpo-a-corpo
- União Russa de Artes Marciais
  - Campeão Russo de Combate corpo-a-corpo

## Cartel no MMA
| Cartel no MMA   |             |            |
| 29 lutas        | 23 vitórias | 5 derrotas |
| Por nocaute     | 9           | 0          |
| Por finalização | 1           | 0          |
| Por decisão     | 13          | 5          |
| Empates         | 1           | 1          |

| Res.    | Cartel | Oponente               | Método                               | Evento                                      | Data       | Round | Tempo | Local                     | Notas                                       |
| ------- | ------ | ---------------------- | ------------------------------------ | ------------------------------------------- | ---------- | ----- | ----- | ------------------------- | ------------------------------------------- |
| Derrota | 23–5–1 | Akhmet Aliev           | Decisão (unânime)                    | PFL 8                                       | 17/10/2019 | 2     | 5:00  | Las Vegas, Nevada         |                                             |
| Derrota | 23–4–1 | Nate Andrews           | Decisão (unânime)                    | PFL 5                                       | 25/07/2019 | 3     | 5:00  | Atlantic City, New Jersey |                                             |
| Vitória | 23–3–1 | Loik Radzhabov         | Decisão (unânime)                    | PFL 2                                       | 23/05/2019 | 3     | 5:00  | Uniondale, New York       |                                             |
| Derrota | 22–3–1 | Natan Schulte          | Decisão (unânime)                    | PFL 11                                      | 31/12/2018 | 5     | 5:00  | New York, New York        |                                             |
| Vitória | 22–2–1 | Thiago Tavares         | Nocaute (socos)                      | PFL 9                                       | 13/10/2018 | 2     | 3:36  | Long Beach, California    |                                             |
| Empate  | 21–2–1 | Will Brooks            | Decisão (unânime)                    | PFL 9                                       | 13/10/2018 | 2     | 5:00  | Long Beach, California    |                                             |
| Vitória | 21–2   | Luiz Firmino           | Decisão (unânime)                    | PFL 5                                       | 02/08/2018 | 3     | 5:00  | Uniondale, New York       |                                             |
| Vitória | 20-2   | Bobby Green            | Decisão(dividida)                    | UFC on Fox: Johnson vs. Reis                | 15/04/2017 | 3     | 5:00  | Kansas City, Missouri     |                                             |
| Derrota | 19-2   | Beneil Dariush         | Decisão (unânime)                    | The Ultimate Fighter: América Latina 3      | 05/11/2016 | 3     | 5:00  | Cidade do México          |                                             |
| Vitória | 19-1   | Gilbert Burns          | Decisão (unânime)                    | UFC Fight Night: Belfort vs. Henderson III  | 07/11/2015 | 3     | 5:00  | São Paulo                 |                                             |
| Vitória | 18-1   | Elias Silvério         | Nocaute Técnico (socos)              | UFC Fight Night: Machida vs. Dollaway       | 20/12/2014 | 3     | 4:57  | Barueri                   |                                             |
| Vitória | 17–1   | Rodrigo Damm           | Decisão (unânime)                    | UFC Fight Night: Miocic vs. Maldonado       | 31/05/2014 | 3     | 5:00  | São Paulo                 |                                             |
| Vitória | 16–1   | Anthony Rocco Martin   | Decisão (unânime)                    | UFC 169: Barão vs. Faber II                 | 01/02/2014 | 3     | 5:00  | Newark, New Jersey        | Luta no peso-leve.                          |
| Vitória | 15–1   | Alexander Yakovlev     | Decisão (unânime)                    | M-1 Challenge 35                            | 15/11/2012 | 5     | 5:00  | São Petersburgo           | Defendeu o Título Meio-Médio do M-1 Global. |
| Vitória | 14–1   | Yasubey Enomoto        | Decisão (unânime)                    | M-1 Challenge 31                            | 16/03/2012 | 5     | 5:00  | São Petersburgo           | Ganhou o Título Meio-Médio do M-1 Global.   |
| Vitória | 13–1   | Aurel Pirtea           | Decisão (unânime)                    | WMAC - Finals                               | 09/10/2011 | 2     | 5:00  | Yalta                     |                                             |
| Vitória | 12–1   | Mikel Cortes           | Nocaute Técnico (interrupção médica) | WMAC - Semifinals                           | 08/10/2011 | 2     | 5:00  | Yalta                     |                                             |
| Vitória | 11–1   | Uriy Nazarec           | Finalização (mata leão)              | WMAC - Quarterfinals                        | 07/10/2011 | 1     | N/A   | Yalta                     |                                             |
| Vitória | 10–1   | Rafał Moks             | Nocaute Técnico (socos)              | M-1 Challenge 23                            | 05/03/2011 | 1     | 2:05  | São Petersburgo           |                                             |
| Vitória | 9–1    | Igor Araújo            | Decisão (unânime)                    | M-1 Challenge 21                            | 28/10/2010 | 3     | 5:00  | São Petersburgo           |                                             |
| Vitória | 8–1    | Dan Hope               | Nocaute (soco)                       | Sambo-70 / M-1 Global - Sochi Open European | 10/07/2010 | 1     | 0:57  | Sochi                     |                                             |
| Derrota | 7–1    | Frodo Khasbulaev       | Decisão (dividida)                   | M-1 Selection 2010 - Eastern Europe Round 2 | 10/04/2010 | 3     | 5:00  | Kiev                      |                                             |
| Vitória | 7–0    | Alexei Nazarov         | Decisão (unânime)                    | M-1 Challenge 20 - 2009 Finals              | 03/12/2009 | 3     | 5:00  | São Petersburgo           |                                             |
| Vitória | 6–0    | Shamil Zavurov         | Decisão (dividida)                   | M-1 Challenge - 2009 Selections 9           | 11/11/2009 | 3     | 5:00  | São Petersburgo           |                                             |
| Vitória | 5–0    | Frodo Khasbulaev       | Decisão (unânime)                    | M-1 Challenge - 2009 Selections 5           | 02/07/2009 | 3     | 5:00  | São Petersburgo           |                                             |
| Vitória | 4–0    | Yusup Islamov          | Nocaute Técnico (socos)              | MFT - Battle on the Volga 2                 | 07/05/2009 | 1     | N/A   | Volgogrado                |                                             |
| Vitória | 3–0    | Bagavdin Gadzhimuradov | Nocaute Técnico (socos)              | M-1 Challenge - 2009 Selections 1           | 13/03/2009 | 2     | 1:37  | São Petersburgo           |                                             |
| Vitória | 2–0    | Valeriv Chernousov     | Nocaute (soco)                       | Gladiators 2                                | 01/11/2008 | 2     | 1:58  | Ufa                       |                                             |
| Vitória | 1–0    | Vladimir Vladimirov    | Nocaute Técnico (socos)              | MFU - Mix Fight Ufa                         | 12/06/2008 | 1     | 3:40  | Ufa                       |                                             |